# Eclogavena
Eclogavena is een geslacht van weekdieren uit de klasse van de Gastropoda (slakken).

## Soorten
- Eclogavena coxeni (Cox, 1873)
- Eclogavena dani (Beals, 2002)
- Eclogavena dayritiana (Cate, 1963)
- Eclogavena luchuana (Kuroda, 1960)
- Eclogavena quadrimaculata (J.E. Gray, 1824)